# Konstantinos Chamalidis
Konstantinos Chamalidis, född 16 april 1996, är en grekisk taekwondoutövare. 

## Karriär
I april 2021 vid EM i Sofia tog Chamalidis brons i 68 kg-klassen. I juni 2023 vid europeiska spelen i Kraków-Małopolska tog han ännu ett brons i 68 kg-klassen.